# Velodona
Velodona es un género de moluscos octópodos de la familia Megaleledonidae. Se distribuyen por las costas del este de África, desde Tanzania hasta Sudáfrica, en el océano Índico.

## Especies
- Velodona togata
  - Velodona togata capensis
  - Velodona togata togata - pulpo ángel